# Eduard von der Goltz
Eduard Alexander Freiherr von der Goltz (* 31. Juli 1870 in Langenbruck; † 7. Februar 1939 in Greifswald) war ein deutscher evangelischer Theologe. 

## Leben
Eduard von der Goltz, der Sohn des Theologen Hermann von der Goltz und dessen Frau Anna, geb. von Delius, studierte von 1889 bis 1893 an den Universitäten von Berlin, Halle und Bonn. Er wurde 1889 Mitglied der SBV Tuiskonia Halle im Schwarzburgbund. In Berlin wurde er 1893 Lizenziat der Theologie. Von 1894 bis 1897 unternahm er Studienreisen durch Europa. 1898 wurde er Pfarrer in Deyelsdorf in Vorpommern. 1902 habilitierte er sich in Berlin und wurde Privatdozent. Seit 1906 leitete er das Predigerseminar in Wittenburg (Westpreußen). 
Eduard von der Goltz ging 1907 an die Universität Greifswald, um eine Stelle als außerordentlicher Professor anzutreten. Von 1912 bis zu seiner Emeritierung 1935 war er ordentlicher Professor für Praktische Theologie und 1927 Rektor der Hochschule. Hier wurde er 1913 Ehrenphilister des Greifswalder Wingolf. Daneben war er seit 1925 Konsistorialrat und geistliches Mitglied des Evangelischen Konsistoriums Pommern in Stettin. Er war Mitglied der Synode der Provinzialkirche Pommerns und der Altpreußischen Generalsynode. Von 1929 bis 1933 gehörte er dem preußischen Kirchensenat an. 
1919 gehörte er zu den Gründungsmitgliedern der Gesellschaft für Kirchengeschichte. Weiterhin war er Mitglied der Evangelischen Vereinigung. 1927 wurde er Mitglied der Akademie gemeinnütziger Wissenschaften zu Erfurt.

## Familie
Eduard von der Goltz heiratete am 4. Juli 1898 in München Marie Bechmann (1869–1946), Tochter des Universitätsprofessors August von Bechmann, einem direkten Nachkommen des Juristen und Philosophen Christian Thomasius. Das Ehepaar hatte zwei Töchter.

## Schriften (Auswahl)
- Ignatius von Antiochien als Christ und Theologe. Eine dogmengeschichtliche Untersuchung, Leipzig 1894
- Das Gebet in der ältesten Christenheit. Eine geschichtliche Untersuchung, Leipzig 1901
- Tischgebete und Abendmahlsgebete in der altchristlichen und in der griechischen Kirche, Leipzig 1905
- Der Dienst der Frau in der evangelischen Kirche, ²1914
- Der Dienst der Frau in der christlichen Kirche. Geschichtlicher Ueberblick mit einer Sammlung von Urkunden, ²1914
- Die Aufgaben des Seelsorgers in den Lazaretten der Heimat, Göttingen 1916
- Grundfragen der praktischen Theologie. Das kirchliche Leben in seinen elementaren Funktionen und Gemeinschaftsformen, Gießen 1917
- Luthers Bedeutung für das deutsche Familienleben, Berlin 1918
- Die Trennung von Staat und Kirche in der Gegenwart, Potsdam 1919
- Grundgedanken der Volkskirchlichen Evangelischen Vereinigung. Zwei Vorträge, Berlin 1925
- Die praktische Theologie, Halle 1929